# Граби
Граби́ — село в Україні, в Іршанській селищній територіальній громаді Коростенського району Житомирської області. Чисельність населення становить 208 осіб (2001).

## Населення
Наприкінці 19 століття в поселенні налічувалося 79 мешканців, з них 40 чоловіків та 39 жінок, дворів — 15.
Відповідно до результатів перепису населення СРСР, кількість населення станом на 12 січня 1989 року становила 261 особу. Станом на 5 грудня 2001 року, відповідно до перепису населення України, кількість мешканців села становила 208 осіб.

## Історія
Наприкінці 19 століття — власницький хутір Малинської волості Радомисльського повіту Київської губернії. Відстань до повітового центру м. Радомисль становила 52 версти, до волосного центру містечка Малин, де знаходилися також найближчі телеграфна та поштова земська станції — 29 верст, до найближчої пароплавної станції у Чорнобилі — 110 верст. Основним заняттям мешканців було хліборобство. У хуторі числилося 210 десятин землі, яка належала різним прошаркам поселенців. Господарство велося за трипільною сівозміною. Також входив до складу Стремигородської волості Радомисльського повіту.
У 1923 році увійшов до складу новоствореної Меленівської сільської ради, яка у квітні 1923 року включена до складу новоутвореного Чоповицького району Малинської округи. 10 вересня 1924 року, в складі сільської ради переданий до Малинського району Малинської округи, 23 лютого 1927 року — до складу відновленого Чоповицького району Коростенської округи, 5 лютого 1931 року — до складу Малинського району Української СРР, 17 лютого 1935 року — до складу відновленого Чоповицького району Київської області, 28 листопада 1957 року — до складу Коростенського району Житомирської області
12 червня 2020 року, відповідно до розпорядження Кабінету Міністрів України № 711-р від 12 червня 2020 року «Про визначення адміністративних центрів та затвердження територій територіальних громад Житомирської області», територію та населені пункти Меленівської сільської ради Коростенського району включено до складу Іршанської селищної територіальної громади Коростенського району Житомирської області.